# Don't Lose Your Head
«Do not lose Your Head» (укр. «Не втрачай голови») — пісня британського рок-гурту «Queen» з альбому «A Kind of Magic» 1986 року. Пісню написав Роджер Тейлор, в ній використаний бек-вокал Джоан Арматрейдінг.

## Реліз
Пісня виходила на стороні «Б» синглу «Pain Is So Close to Pleasure», а її інструментальний ремікс — «A Dozen Red Roses for My Darling» — на сторонах «Б» синглів «A Kind of Magic» і «Princes of the Universe».
Інструментальна версія цієї пісня двічі звучить у фільмі «Горець» 1986 року, один раз вона переходить в пісню «New York, New York» у виконанні «Queen».

## Версії пісні
Альбомна версія пісні триває 4 хвилини 34 секунди. На 7-дюймових синглах «A Kind of Magic» і «Princes of the Universe» вийшла інструментальна версія «A Dozen Red Roses for My Darling», вона триває 4 хвилини 45 секунд; в ній були додані додаткові партії синтезатора. На 12-дюймовому синглі «A Kind of Magic» була записана розширена версія цієї композиції, в ній була додана додаткова партія ударних на самому початку, вона триває 5 хвилин 16 секунд.

## Музиканти
- Фредді Мерк'юрі — головний вокал, клавішні
- Роджер Тейлор — головний вокал, ударні, драм-машина, програмування, клавішні
- Джон Дікон — бас-гітара, ритм-гітара
- Браян Мей — електрогітара
- Спайк Едні — клавішні
- Джоан Арматрейдінг — додатковий вокал